# Oton III.
Oton III., vzhodnofrankovski kralj, cesar Svetega rimskega cesarstva, * junij/julij 980, † 23. januar 1002, Civita Castellana.
Oton III. je bil cesar, ki je mislil, da bo lahko obnovitl slavo in moč antičnega Rimskega cesarstva, vesoljne krščanske države, ki bi ji iz Rima vladala cesar in njemu podrejeni papež.
Oton je bil ob smrti očeta, cesarja Otona II., star 3 leta. V njegovi vzgoji so se prepletali nemški, grški in latinski vplivi z močno krščansko komponento. Grška mati, cesarica Teodora, je uspela zanj do polnoletnosti ohraniti vse očetove položaje. Ko je kot petnajstletni mladenič zavladal samostojno, je bil prepričan, da mora ohraniti in naprej razviti cesarstvo, ki sta ga ustvarila ded in oče. Uspeh na prvem potovanju v Rim, ko si je brez uporabe orožja podredil Italijo, postavil papeža Gregorja V. in se kronal za cesarja, je to njegovo prepričanje še okrepil. Cesarsko samozavest mu je krepil tudi učeni francoski menih Gerbert d' Aurillac, katerega je povabil na dvor za svojega učitelja in duhovnega voditelja, in ga po smrti Gregorja V. postavil za novega papeža, Silvestra II.
Krščanska vzgoja pa je v Otonu pustila tudi potrebo po spokornem služenju Kristusu. Leta 1000 je tako romal v poljsko prestolnico Gniezno na grob praškega škofa Adalberta, ki ga je častil kot svetnika. V Gnieznu je ustanovil nadškofijo in center metropolije, ki je napravila poljsko cerkev neodvisno od nemške. Kasneje je, z ustanovitvijo nadškofije Esztergom, enako omogočil tudi Ogrski. Ob tretjem obisku Rima pa so se mu meščani uprli. Znašel se je v vojaško podrejenem položaju in se umaknil iz mesta. Nemški knezi niso več hoteli izpostavljati svojih čet za ekscentričnega cesarja, ki mu je Nemčija postala tuja. Umrl je v pomanjkanju, verjetno zaradi malarije.

## Rana mladost
Oton III. je bil četrti otrok cesarja Otona II. in njegove žene, bizantinske prinese Teofane. Pred njim so se staršema rodile tri hčere, Adelajda, Zofija in Matilda. Oton je bil rojen v Ketilskem gozdu, na poti cesarske družine iz Aachna v Nijmegen. Ko je bil star nekaj mesecev, je z materjo spremljal očeta na poti po Italiji. Na jugu Italije je vojska Otona II. v bitki proti sicilskim Arabcem pri rtu Colonna doživela uničujoč poraz. Oton II. si je komaj rešil življenje.
Junija 983 je bila cesarska družina v Veroni, kjer je cesar sklical državni zbor, na katerem je dal triletnega Otona izvoliti za nemškega kralja in ukazal, naj ga za božič v Aachnu slavnostno kronajo. Sam je z ženo ostal v Italiji z namenom, da nadaljuje boj proti Arabcem. Za svojo namestnico v Italiji je imenoval svojo mater Adelajdo. Kmalu za tem je Oton II. umrl. Ko sta majnški nadškof Viligis in ravenski nadškof Janez 25. decembra 983 Otona III. v Aachnu kronala in mazilila za vzhodnofrankovskega kralja, še nista vedela, da je njegov oče že od 7. decembra mrtev.
Oton III. je bil v varstvu kölnskega nadškofa Warina, ko je, po smrti Otona II., otrokov stric Henrik II. Bavarski - Prepirljivec prišel iz zapora in se proglasil za otrokovega skrbnika. Warin mu je otroka takoj izročil. Nemško plemstvo, trenutno brez vladarja, se je razdelilo v dva tabora; prvi, ki ni želel, da bi mu vladala tujka iz Grčije, je Henrika že slavil kot novega vladarja. Vendar so najmočnejši knezi vendarle uveljavili pravno rešitev. Po pol leta negotovosti je majnški nadškof Viligis iz Italije poklica otrokovi mater in staro mater in 29. junija 984 so na državnem zboru v Rari proglasili Teofano za regentko. Henrik Prepirljivec je moral Otona III. vrniti materi. V zameno je dobil nazaj svojo vojvodino Bavarsko, ki so jo odvzel Luitpoldincu Henriku, ta pa je namesto nje dobil vojvodino Koroško z mejnimi grofijami Verona, Furlanija in Istra.

## Regentstvo matere Teofane in kasneje stare matere Adelajde
Mati Teofana je ob pomoči nadškofa Viligisa, ki je prevzel tudi vlogo glavnega kanclerja, sedem let uspešno nadaljevala politiko svojega moža. Krotila je napetosti med nemškim plemstvom, ki je stremelo k neodvisnosti, nadaljevala z boji proti Slovanom na vzhodu in za sina obdržala vse moževe položaje tako v Nemčiji kot v Italiji. Vzgojo sina, ki je rasel v trojezičnem okolju (nemškem, grškem in italijanskem), je prepustila nemškim duhovnikom in svojemu kaplanu, kalabrijskemu Grku Janezu Filagatu, ki je prišel na cesarjev dvor že v času Otona II. in se je Teofani tako priljubil, da je postal Otonu III. krstni boter. Za fantovo viteško vzgojo je skrbel junaški Sas Hoiko. Vojaška vzgoja se je zdela Teofani tako pomembna, da je šestletnega sina poslala s turinško vojsko na Češko, kjer so se borili proti češkemu vojvodi Boleslavu II. Ob praznovanju velike noči 986 so nemški knezi obredno ponovno demonstrirali pokorščino mlademu vladarju.
Pozimi 988/989 je kraljeva družina odpotovala v Italijo, kamor je Teofano klical na pomoč nemočni papež Janez XV. Teofana je v Paviji imenovala Janeza Filagata za nadškofa Piacenze (pri vzgoji Otona III. je njegovo vlogo prevzel mladi duhovnik Bernward, kasnejši škof v Hildesheimu). Uporni meščani Rima, ki so stremeli k samostojnosti in so za mestnega upravitelja izvolili vplivnega Crescentiusa II., se Teofani niso upirali. Teofana je Crescentiusu pustila upravljanje Rima, rimski plemiči pa so priznali pravice njenega sina s tem, ko so jo v Rimu in Italiji sprejeli kot gospodarico in cesarico.
Cesarska družina se je šele septembra 990 vrnila v Nemčijo. Po praznovanju velike noči v Quedlinburgu je še ne štiridesetletna Teofana 15. junija 991 v Nijmegnu umrla. Regentstvo je do leta 995 prevzela stara mati Adelajda. Ko je Oton dopolnil štirinajst let, je postal polnoleten in je leta 994 sam prevzel vladanje.

## Prvič v Italiji. Kronan za cesarja
Oton III. je bil prisoten na vojnem pohodu proti severu leta 995, ko je njegova vojska ponovno prodrla do Brandenburga in Mecklenburga. Vendar ga bojevanje ni zanimalo. Njegovo mladeniško dušo so navdihovale naloge, za katere se je čutil kot dedič cesarstva poklican, sanjal je o svetovnem cesarstvu. Ko je prišlo v severovzhodni marki do delne pomiritve, je z veseljem prisluhnil kanclerju Viligisu, ki ga je opozoril, da je čas za kronanje za cesarja. V Italijo ga je klical tudi papež Janez XV., ki ga je Crescentius ponovno pregnal iz Rima in je pribežal k najzvestejšemu italijanskemu pristašu Otonov, toskanskemu grofu Hugu. 
Februarja 996 je tako Oton v spremstvu škofov z Viligisom na čelu z majhno vojsko krenil iz Regensburga preko Brenerja v Verono. V Paviji, kjer so se mu poklonili italijanski knezi, je izvedel za papeževo smrt. Tam ga je pričakalo poslanstvo iz Rima, ga povabilo v mesto in ga zaprosilo, naj jim izbere novega papeža. Oton je za novega papeža imenoval svojega bratranca kaplana Bruna, štiriindvajsetletnega sina mejnega grofa Otona Koroškega.
3. maja 996 je bil Bruno brez ugovarjanja v Rimu ustoličen za novega papeža Gregorja V. Dobro izobražen in dejaven je med vernimi ljudmi vzbujal upanje, da bo skorumpirani Cerkvi povrnil ugled. Novi papež je 21. maja kronal Otona III. za cesarja Svetega rimskega cesarstva. Štiri dni kasneje sta skupaj sklicala sinodo, ki je Crescentiusa in njegove sodelavce obsodila na izgon. Toda Gregor V. je želel začeti svoj pontifikat milostno in je cesarja nagovoril, da je obsojene pomilostil. Crescetius je papežu in cesarju prisegel zvestobo in ostal v Rimu.
Veličina antičnega Rima in njegove razvaline so burile domišljijo mladega cesarja. Nasproten, a zelo velik vtis pa je nanj naredila tudi ponižnost prvega praškega škofa Adalberta (na Češkem Vojteha), katerega je Oton spoznal v rimskem samostanu sv. Bonifacija, kjer je živel kot menih, potem ko je že drugič zapustil svoj sedež v Pragi. 

## Eno leto v Nemčiji
Kljub čarobnosti Rima se je Oton septembra 996 vrnil v Nemčijo, kjer je preživel naslednje leto na dvorih (pfalcah) v Aachnu, Magdeburgu in Mainzu. Tako plemstvo kot nemški narod so slavili mladeniča, ki je v tako kratkem času uspel brez uporabe meča doseči poklonitev Rima in Italije, postaviti nemškega papeža in pridobiti cesarski naslov.
Aprila 997 je Otona pretresla smrt njegovega duhovnega prijatelja iz Rima, škofa Adalberta, ki je mučeniško umrl v Prusiji, kamor je odšel v vlogi misijonarja. Začel ga je svetniško častiti. Navezal pa se je tudi že na drugega duhovnega voditelja, francoskega meniha Gerberta (d'Aurillaca), katerega je tudi spoznal v Rimu in ga povabil v Magdeburg. Gerbert je mladega cesarja poučeval in zapolnjeval njegovo silno željo po znanju, ob enem pa še stopnjeval predstavo o veličini, h kateri naj bi bil poklican po svojem rodu in položaju. Občutljivi in k razmišljanju nagnjeni sedemnajstletni mladenič je bil tako vse bolj razpet med cesarstvom in cerkvijo, med veličino oblasti in ponižnostjo odpovedovanja. Na njegovo nesrečo so ga dogodki spet primorali na pot v nemirni Rim, kjer se Crescentius ni držal svoje prisege; ponovno se je polastil oblasti, pregnal papeža Gregorja V. in na njegovo mesto postavil svojega izbranca, Janeza Filagata, nekdanjega Otonovega učitelja, kot Janeza XVI.

## Drugič v Italiji
Oton je prepustil vladanje v Nemčiji svoji teti Matildi in jeseni 997 z vojsko odšel na pot v Rim. Osupli meščani so mu konec februarja 998 odprli mestna vrata, le Crescentius se je utaboril in branil na Angelskem gradu. Papež je zbežal, a so ga nemški vitezi ujeli in močno poškodovanega pripeljali nazaj v Rim. Sinoda ga je odstavila in obsodila. Sveti Nil pri cesarju in papežu ni uspel zanj izprositi milosti, dosegel je le, da ga niso takoj usmrtili. Na garjavem oslu so ga peljali skozi Rim v ječo, kjer je umrl.  29. aprila je meissenški grof Eckard v naskoku zavzel Angelski grad. Crescentiusa in dvanajst mestnih okrožnih poveljnikov so obglavili. Sveti Nil naj bi cesarju in papežu zaradi neusmiljenosti napovedal kratko življenje.
Oton je začel sanjariti o novem Rimskem cesarstvu. Na svojem svinčenem pečatniku je dal upodobiti Rim s ščitom in kopjem in napisom renovatio imperii Romanorum. Svojemu učitelju Gerbertu je podelil nadškofijo Raveno. Septembra 998 sta z Gregorjem V. v Paviji načelovala koncilu.
Konec februarja 999 je Gregor V. v Rimu umrl. V svojem kratkem pontifikatu je papeštvu spet prinesel ugled in čast. Oton, v katerem so se občutki veličine menjavali z obdobji spokornosti, se je vrnil v Rim in bosonog romal k Angelski kapeli na gori Gargano, in obiskal sv. Nila in njegovo kolonijo puščavnikov pri Gaeti. Za novega papeža je imenoval svojega učitelja Gerberta, ki si je izbral ime Silvester II. Po njegovem in Otonovem prepričanju bi moral Rim ponovno postati središče sveta in tu naj bi skupaj vladala papež in cesar. Oton je dal na Aventinu (pri sv. Bonifaciju, kjer je nekoč bival njegov po božje čaščeni Adalbert) zgraditi cesarsko palačo. Nadel si je naslov saxonicus, italicus, romanus, se s poudarkom imenoval imperator Rimljanov in tudi konzul rimskega senata in ljudstva ter na dvoru vpeljal stare rimske običaje. V pomembnih rimskih uradih je nastavljal Nemce. Nemčija in Italija naj bi postali ena država. Na otoku Tibere je dal zgraditi Adalbertu posvečeno cerkev.
Julija 999 sta papež in cesar romala v votlino sv. Benedikta pri Subiacu. Cesar se je spet spremenil v skrušenega grešnika in se imenoval Jezusov služabnik in služabnik apostolov. Iz Tivolija sta se napotila v samostan Farfo severno od Rima, kjer sta se srečala z mejnim grofom Toskane Hugom, ki je bil seznanjen z njunimi načrti o vzpostavitvi rimske svetovne vladavine. Izgleda, da je Oton Huga postavil za svojega namestnika v Italiji in papeževega zaščitnika.

## Romanje v Gniezno
Februarja 999 je v Nemčiji umrla teta Matilda in sredi decembra tudi stara mati Adelajda. Oton  se je odpravil v Nemčijo. Februarja 1000 je prišel v Regensburg. Po dveletni odsotnosti je bil komaj še kaj Nemca. Takoj se je v družbi poljskega kralja Boleslava I. odpravil v Gniezno na Adalbertov (Vojtehov) grob. V Gnieznu je ustanovil novo nadškofijo, ki je postala središče samostojne poljske cerkvene pokrajine. S tem je bil zmanjšan pomen magdeburške nadškofije, kar so Nemci Otonu zamerili. Oton je Bolesava oprostil plačevanja davka. Ta ga je pospremil nazaj v Nemčijo, kjer je maja 1000  v Aachnu poiskal in dal odpreti grob Karla Velikega ter se mu poklonil. Tudi v Aachnu je dal zgraditi cerkev, posvečeno Adalbertu.

## Tretjič v Rimu
Oton je bil junija 1000 spet v Italiji, v Lombardiji. Tamkajšnji škofje z otonsko imuniteto so predstavljali največjo oporo nemški oblasti v Italiji. Nemci so se zaradi neprestane cesarjeve odsotnosti čutili  zapostavljene.
Oktobra 1000 se je zbrala v Otonovi palači na Aventinu v Rimu velika družba veljakov, med njimi kancler Heribert, nekateri nemški škofi, bavarski vojvoda Henrik IV. in Hugo Toskanski. Kasneje se jim je pridružil tudi nekdanji Otonov učitelj, tedaj škof Hildesheima, Bernward. Škof rimske škofije Porto je posvetil dokončano Adalbertovo cerkev.
Januraja 1001 pa se je Otonov idealno zamišljeni svet porušil kot hiša iz kart. Meščani Tivolija, sosednjega mesta s samostojno ustavo, so se uprli Otonovim posegom v njihovo samostojnost. Cesar si je mesto podredil z orožjem in potem meščanom, ko so se uklonili,  odpustil. To pa ni bilo všeč meščanom Rima, ki so imeli Tivoli za del svojega mesta in so ga zahtevali zase. Cesar in papež sta njihovo zahtevo odklonila in s tem sprožila vstajo prebivalcev Rima, ki jo je vodil grof Gregor I. di Tuscolo. Uporniki so na Aventinu tri dni oblegali cesarjevo palačo, dokler niso škof Bernward, Henrik Bavarski in Hugo Toskanski upornikov nekoliko pomirili. Oton je rimskim meščanom s stolpa palače govoril o svoji ljubezni do Rimljanov in jih navidezno prepričal, da so se mu podredili. Toda nezadovoljstvo je tlelo naprej in grozeči znaki ponovnega upora so Otona prisilili, da se je 16. februarja 1001 umaknil iz Rima, da bi na varnejšem kraju počakal na vojaško okrepitev iz Nemčije. Nikdar več se ni vrnil v Rim. 

## Zadnje leto in smrt
Oton je poslal vojvodo Henrika Bavarskega in škofa Bernwarda po vojaške okrepitve v Nemčijo ter s papežem odpotoval v Raveno. Tam je sprejel poljsko in ogrsko odposlanstvo. S papežem sta dala pristanek na ustanovitev nadškofije Esztergom in metropolije na Ogrskem. Oton je razočaran in zlomljen padel v melanholijo in globoko pobožnost. V družbi puščavnika Romualda se je zatopil v spokorne in postne molitve. Ko se je opomogel, je utrdil prijateljstvo z beneškim dožem Petrom II. Orseolo in ga na skrivaj obiskal. S svežimi četami nekaterih nemških škofov se je napotil proti Rimu, se junija utaboril pri sv. Pavlu, ne da bi tvegal napad. Julija si je uredil glavni stan v majhnem mestu Paterno (danes Civita Castellana). Potem se je vrnil v samostan sv. Apolinarija v Raveni k spokornim molitvam. Za božič sta s papežem v Todiju sklicala koncil, ki je obravnaval nemške zadeve. V Paternu je pričakoval vojaške okrepitve, toda nemški knezi niso hoteli več izpostavljati svojega imetja in ljudi za ekscentričnega cesarja. Zdelo se je, da razmišljalo o novih volitvah. Od namišljenega svetovnega cesarstva je Otonu ostalo le majhno mestece. V pomanjkanju, kajti okolica se je že pripravljala k uporu, je nenadoma dobil vročino in 23. januarja 1002 umrl. Najzvestejši prijatelji so, potem ko so zbrali dovolj vojske, na njegovo željo prepeljali njegovo truplo v Aachen; na poti so jih neprestano ogrožali sovražniki. Na veliko noč 1002 so ga pokopali v cerkvenem koru Aachenske stolnice. O grobu danes ni sledu.
Oton III. ni imel otrok. Lombardski plemiči so 15. februarja 1002 v Paviji na svojo roko izvolili za italijanskega kralja nasprotnika Otoncev, ivrejskega grofa Arduina, predhodnika savojske dinastije, medtem ko si je uspel Otonov naslednik v Nemčiji in cesarstvu, bavarski vojvoda Henrik IV., zagotoviti nasledstvo kot kralj in cesar Henrik II. šele po dolgotrajnih pogajanjih in bojih.